# Limnephilus helveticus
Limnephilus helveticus là một loài Trichoptera trong họ Limnephilidae. Chúng phân bố ở miền Cổ bắc.